# Canal+ International
Canal+ International initialement Canal+ Overseas est l'offre payante du groupe Canal+ appartenant au groupe français Bolloré couvrant l'outre-mer français, la Pologne avec Platforma Canal+, au Myanmar, au Vietnam avec K+ et en Afrique francophone.

## Historique
La société Havas Dom est créée en 1959. En 1990, Dominique Fagot est nommé à la présidence de Havas Dom-Tom (18 ans de Présidence). Il implantera en 1991 Canal+ Réunion en mode analogique à la Réunion, puis successivement Canal+ Antilles en 1993, en Nouvelle-Calédonie et Polynésie en 1994 puis l'île Maurice et en Guyane en 1995.
En 1996, avec le lancement des nouvelles activités audiovisuelles à l'étranger, Havas Dom-Tom devient Havas Overseas puis elle prend le nom de Media-Overseas le 1er novembre 1998 en entrant dans le giron de Vivendi.
En 1998, Canal Overseas se tourne vers la technologie numérique en développant non seulement Canal+ en numérique, mais également des bouquets de chaînes en réception directe par satellite en bande Ku. Entre 1998 et 2002, Canal Overseas lance successivement les bouquets CanalSat Réunion, CanalSat Caraïbes et CanalSat Calédonie.
En 2001, Canal Overseas devient éditeur et opérateur de Canal+ Horizons en Afrique à travers sa filiale MultiTV Afrique, laquelle lance en 2002 le bouquet Canal+ Horizons dans plus de 20 pays d'Afrique subsaharienne et de l’ouest. Aujourd'hui, Canal+ Horizons couvre plus de 40 pays d'Afrique.
En 2002, Vivendi a confié à Canal Overseas la gestion de ses activités en Europe du Nord et nomme Dominique Fagot directeur général adjoint du Groupe Canal+. Avec Arnaud de Villeneuve ils parviennent à conserver et à développer les activités audiovisuelles de Pologne, nommées Cyfra +.
- En 2003, Media Overseas devient une filiale directe du Groupe Canal+[1]. Premières approches pour une implantation au Viêt Nam.

- En 2007, Media Overseas devient Canal Overseas.

- À la fin de 2008, départ de Dominique Fagot de la présidence de Canal-Overseas après avoir engagé le Viet Nam et nomination de Jean-Noël Tronc.

- En 2008, PRODOM change de nom et devient Canal Overseas Productions. MultiTV Afrique devient Canal Overseas Africa.

- En 2009, lancement de Le Bouquet de Canal+ au Maghreb en Tunisie, en Algérie et au Maroc en accord avec Arabsat avec des cartes d'une validité de 6 mois à 1 an, mais Canal+ se retire de ce marché en 2011 à cause du piratage qui nuit au résultat du groupe. Canal+ Horizons Maghreb a déjà été commercialisé dans les années 1990 mais a cessé d'émettre dans la région déjà à cause du piratage. Lancement du Viet Nam par Arnaud de Villeneuve.

• Partenariat avec Outremer Telecom, le premier opérateur alternatif ADSL dans les départements et régions d’Outre-mer. Ce partenariat vise à proposer dans les mois prochains aux clients haut débit d'Outremer Telecom éligibles pour la télévision par ADSL de s'abonner aux chaînes Canal+ et/ou Canalsat aux Antilles et à l'île de La Réunion.
La Télévision nationale vietnamienne (VTV) et le groupe Canal+, leader de la télévision payante en France, ont coopéré pour créer la première coentreprise vietnamo-française dans le secteur de l'audiovisuel. La cérémonie de lancement de cette coentreprise s'est déroulée le 12 juin 2009 à Hanoi. Baptisée VSTV, cette coentreprise est le fruit de 5 années d'étroite collaboration et de réflexion commune des deux parties. Ayant obtenu l'aval du gouvernement vietnamien en mai dernier, ce projet d'envergure nationale, réunissant les forces et les expertises de VTV, du groupe Canal+ et de leurs filiales respectives, VCTV et Canal Overseas, a pour ambition de perfectionner le paysage audiovisuel vietnamien. Le 12 janvier 2010, l'offre K+ est lancée et se compose de plus de 50 chaines proposant une sélection des meilleures chaines locales et internationales.
Depuis 2003, Canal+ Overseas (ex-Canal Overseas) se situe à Boulogne-Billancourt, dans les Hauts-de-Seine.
À l'adresse suivante : Canal+ Overseas / Canal+ international - 48-50 quai du Point-du-Jour - 92659 Boulogne-Billancourt.
Le siège Canal+ Overseas renferme Canal+ International.
En 2010, Canal Overseas devient Canal+ Overseas et Canal Overseas Africa est renommé Canal+ Afrique.
En juin 2013 Canal+ Overseas (Groupe Canal+) annonce l'acquisition à hauteur de 51 % du groupe de télécommunication ultramarin Mediaserv auprès du Groupe Loret, après validation de l'Autorité de la concurrence l'acquisition est effective le 10 février 2014.
Le 25 novembre 2016, Disney Media Distribution signe un contrat avec Canal+ Overseas pour distribuer des films du groupe et les chaînes Disney sur les plateformes de Canal+ en Afrique et dans l'outre-mer français.

### Identité visuelle (logo)

Havas Dom jusqu'en 1998
Logo de Media Overseas de 1998 à 2007.
Logo de Canal Overseas 2007 à 2010.
Logo de Canal+ Overseas 2010 à 2017

## Activités du groupe
Au-delà de la distribution, Canal+ International exerce deux autres métiers dans le secteur audiovisuel : l'édition, à travers les chaînes Canal+ Horizons en Afrique subsaharienne et Canal+ Essentiel au Maroc et la production d'œuvres audiovisuelles via sa filiale Canal+ International Productions.
- Activités cédées à des groupes nationaux.
- Pays où le groupe a cessé de commercialiser ses offres.

Source : canalplusgroupe.com et http://www.canalplusgroupe.com/canal+-overseas.html